# R2E Micral 8020 Series
R2E Micral 8020 Series (Micral 8020 Series) је професионални рачунар фирме R2E који је почео да се производи у Француској током 1980. године.
Користио је Z80A микропроцесорску јединицу а RAM меморија рачунара је имала капацитет од 64 KB (до 256 KB). 
Као оперативни систем кориштен је CP/M, Prologue.

## Детаљни подаци
Детаљнији подаци о рачунару Micral 8020 Series су дати у табели испод.
|                       |                                                        |
| [ 1 ]                 |                                                        |
| Произвођач            |                                                        |
| Тип                   | професионални рачунар                                  |
| Меморија              | 64 (до 256 KB)                                         |
| Поријекло             | Француска                                              |
| Година                | 1980                                                   |
| Тастатура             | пуни помак тастера ,81 тастер са нумеричком тастатуром |
| Процесор              |                                                        |
| Фреквенција процесора | 3                                                      |
| RAM                   | 64 (до 256 KB)                                         |
| ROM                   | 8 KB                                                   |
| Текст                 | 80 знакова x 24 линије                                 |
| Графика               | нема                                                   |
| Боја                  | једна боја/зелена                                      |
| Звук                  | мали звучник                                           |
| Димензије             | 440 x 231 x 84 / 2                                     |
| Портови               |                                                        |
| Оперативни систем     |                                                        |